# Perilampus
Perilampus är ett släkte av steklar som beskrevs av Pierre André Latreille 1809. Perilampus ingår i familjen gropglanssteklar.

## Bildgalleri

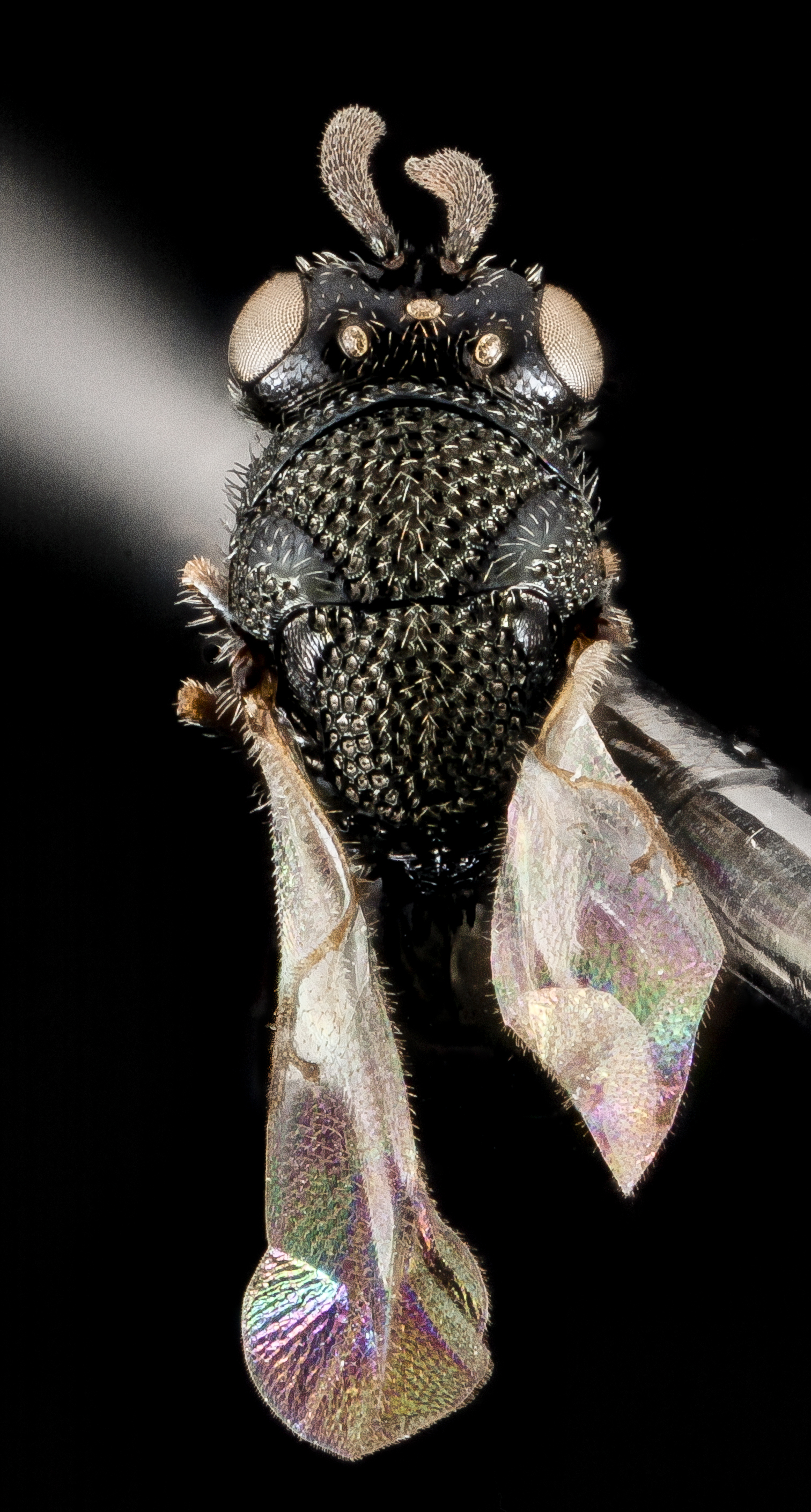
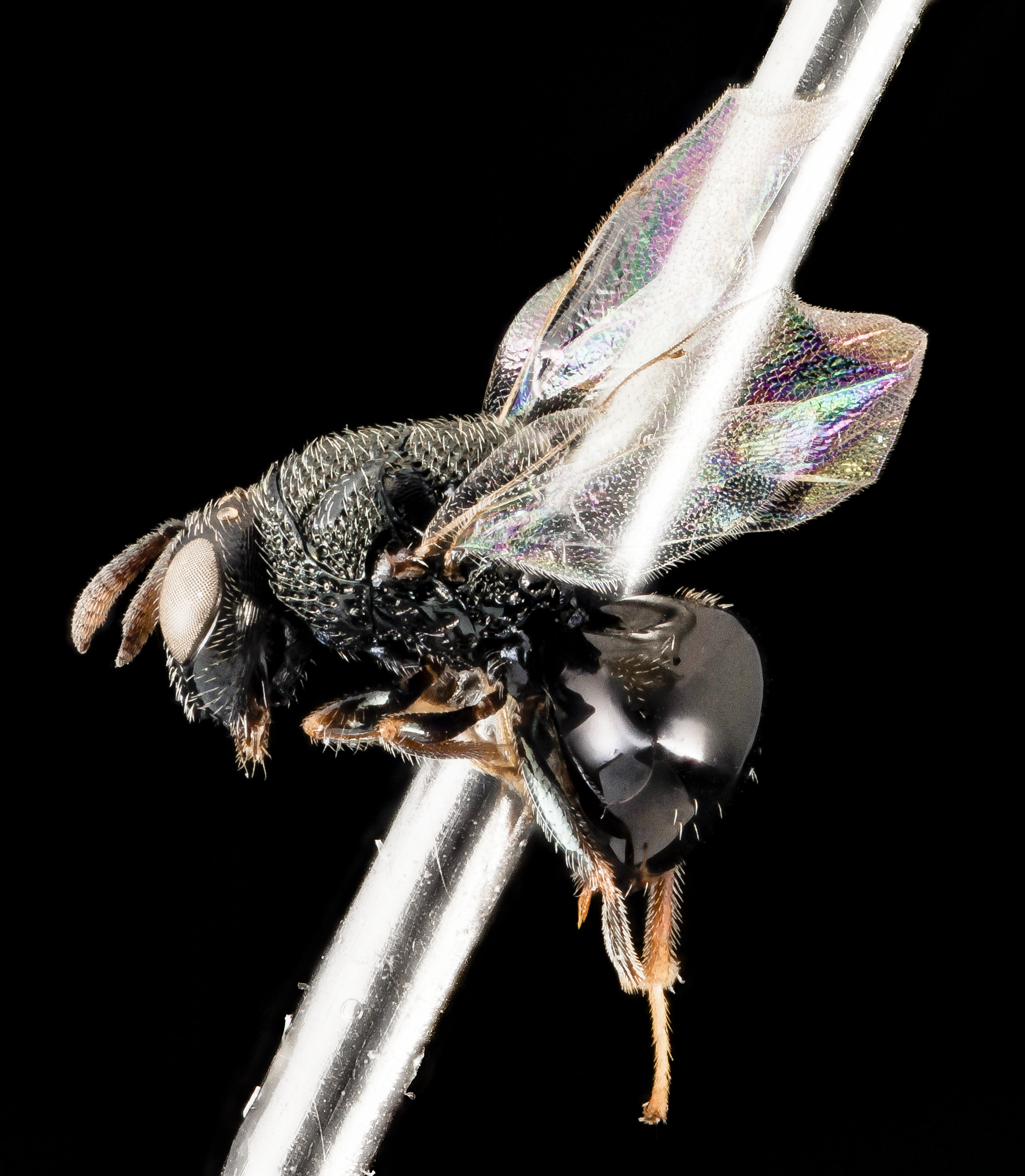
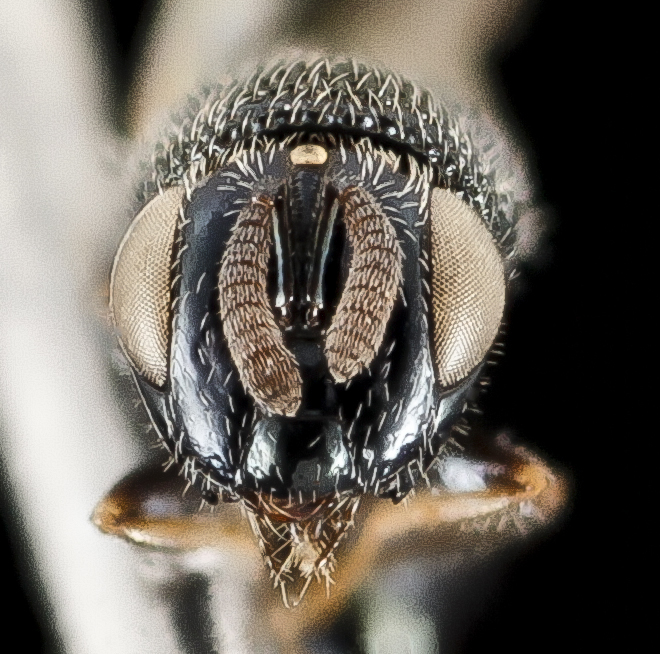
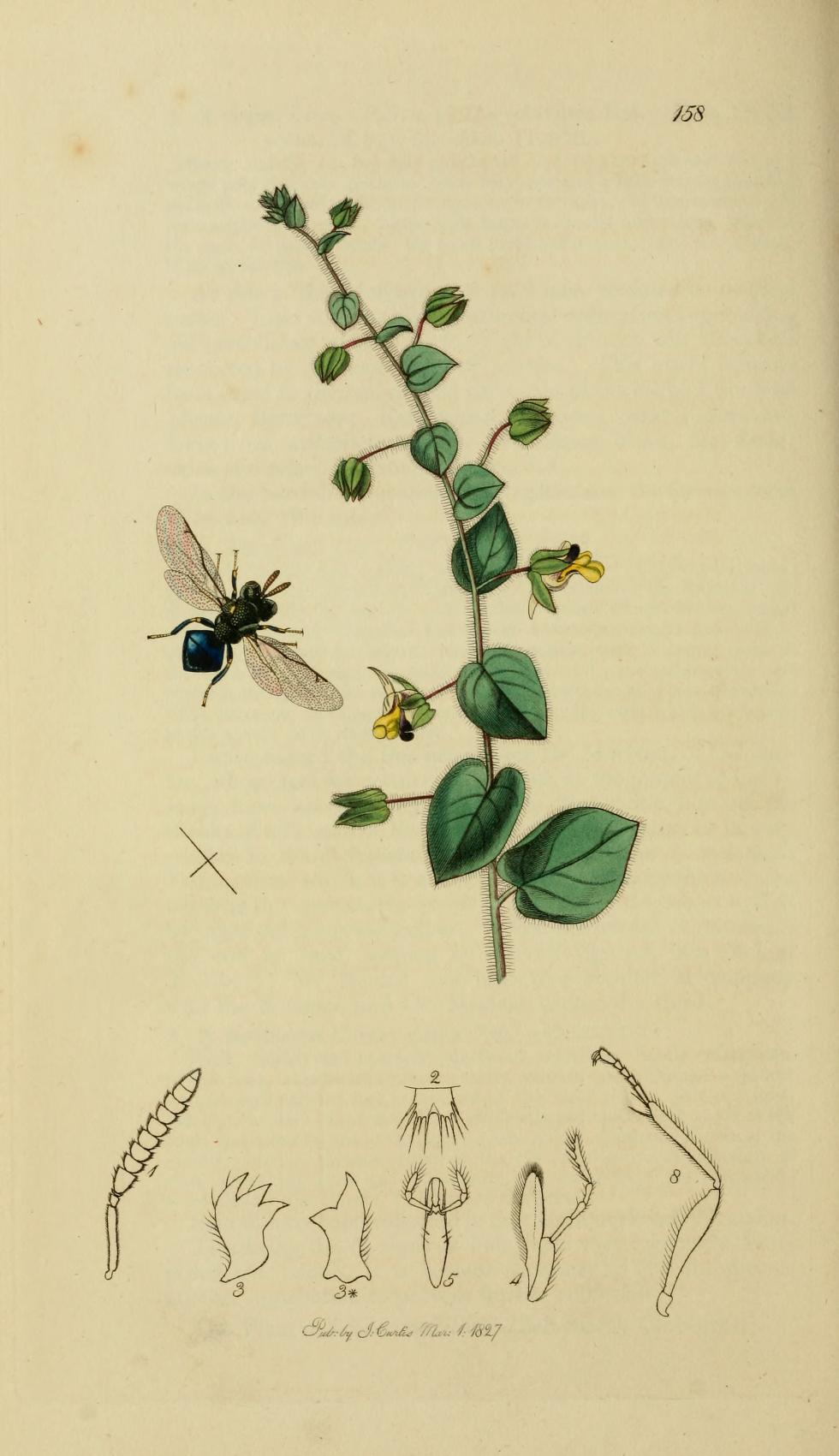

## Dottertaxa tillPerilampus, i alfabetisk ordning[1][2]
- Perilampus acus
- Perilampus aeneus
- Perilampus albitarsis
- Perilampus alienus
- Perilampus americanus
- Perilampus angustus
- Perilampus anomocerus
- Perilampus aquilonaris
- Perilampus aquilus
- Perilampus auratus
- Perilampus aureoviridis
- Perilampus australis
- Perilampus bellus
- Perilampus birmanus
- Perilampus braconiphaga
- Perilampus brisbanensis
- Perilampus caeruleiventris
- Perilampus cairnsensis
- Perilampus canadensis
- Perilampus capensis
- Perilampus carinifrons
- Perilampus carolinensis
- Perilampus cephalotes
- Perilampus chrysis
- Perilampus chrysonotus
- Perilampus chrysopae
- Perilampus coorgensis
- Perilampus crawfordi
- Perilampus cremastophagus
- Perilampus cremastusae
- Perilampus cyaneus
- Perilampus dalawanensis
- Perilampus dentatinotum
- Perilampus desaii
- Perilampus dipterophagus
- Perilampus emersoni
- Perilampus eximius
- Perilampus franzmanni
- Perilampus fulvicornis
- Perilampus gahani
- Perilampus glabrifrons
- Perilampus granulosus
- Perilampus harithus
- Perilampus hedychroides
- Perilampus hyalinus
- Perilampus igniceps
- Perilampus inimicus
- Perilampus injactans
- Perilampus intermedius
- Perilampus ivondroi
- Perilampus japonicus
- Perilampus kaszabi
- Perilampus keralensis
- Perilampus kim
- Perilampus kolkatensis
- Perilampus laeviceps
- Perilampus laevifrons
- Perilampus laticeps
- Perilampus levifacies
- Perilampus luzonensis
- Perilampus maceki
- Perilampus manii
- Perilampus masculinus
- Perilampus maurus
- Perilampus meloui
- Perilampus mexicanus
- Perilampus micans
- Perilampus minutalis
- Perilampus minutus
- Perilampus montanus
- Perilampus muesebecki
- Perilampus mysorensis
- Perilampus neglectus
- Perilampus nesiotes
- Perilampus nigriviridis
- Perilampus nigronitidus
- Perilampus nilamburensis
- Perilampus nitens
- Perilampus noemi
- Perilampus nola
- Perilampus obsoletus
- Perilampus ocellatus
- Perilampus orientalis
- Perilampus paraguayensis
- Perilampus parvus
- Perilampus peechicus
- Perilampus peterseni
- Perilampus philembia
- Perilampus platigaster
- Perilampus politifrons
- Perilampus polypori
- Perilampus prasinus
- Perilampus prothoracicus
- Perilampus punctiventris
- Perilampus pupulus
- Perilampus regalis
- Perilampus reticulatus
- Perilampus robertsoni
- Perilampus rohweri
- Perilampus rostratus
- Perilampus ruficornis
- Perilampus ruschkai
- Perilampus saleius
- Perilampus secus
- Perilampus seyrigi
- Perilampus shencottus
- Perilampus shornus
- Perilampus similis
- Perilampus singaporensis
- Perilampus spenceri
- Perilampus splendidus
- Perilampus stygicus
- Perilampus subcarinatus
- Perilampus tasmanicus
- Perilampus tassoni
- Perilampus tristis
- Perilampus tuberculatus
- Perilampus umbo
- Perilampus vexator
- Perilampus yercaudensis
- Perilampus zabinae